# ذخیره‌گاه زیست‌کره مانیوگان
ذخیره‌گاه زیست‌کره مانیوگان (به انگلیسی: Manicouagan Uapishka Biosphere Reserve) یک ذخیره‌گاه زیست‌کره در کانادا است که در استان کبک واقع شده‌است.